# Хрестолист
Хрестолист, круціата (Cruciata) — рід рослин родини маренові (Rubiaceae). Види поширені у Європі, у тому числі в Україні, Північній Африці, у південній та центральній Азії від Туреччини до західних Гімалаїв та на північ, до Алтайського регіону Сибіру.

## Види
- Cruciata articulata (L.) Ehrend — Близький Схід: від Єгипту та Туреччини до Кавказу та Ірану; також у Криму
- Cruciata elbrussica (Pobed.) Pobed. — Кавказ
- Cruciata glabra (L.) Opiz — Південна Європа від Португалії до Росії; також Алжир, Марокко, Кавказ та Алтайський край Сибіру. Використовується в народній медицині для лікування ідіопатичної тробоцитопенічної пурпури та кровотеч різного генезису.
- Cruciata x grecescui (Prodan) Soo —  C. glabra × C. laevipes —  Румунія
- Cruciata laevipes Opiz — Європа від Великої Британії та Португалії до Росії; також Іран, Туреччина, Кавказ та Західні Гімалаї
- Cruciata mixta Ehrend. & Schönb.-Tem. — Туреччина
- Cruciata pedemontana (Bellardi) Ehrend. — Центральна та Південна Європа, Марокко; також Близький Схід від Палестини та Туреччини до Афганістану
- Cruciata taurica (Pall. ex Willd.) Ehrend. — від Греції та сходу Палестини до Туркменістану; також у Криму
- Cruciata valentinae (Galushko) Galushko — Закавказзя